# Gelung (Seuruway)
Gelung is een bestuurslaag in het regentschap Aceh Tamiang van de provincie Atjeh, Indonesië. Gelung telt 566 inwoners (volkstelling 2010).